# Paracestrotus pulchripennis
Paracestrotus pulchripennis är en tvåvingeart som beskrevs av Silva 2006. Paracestrotus pulchripennis ingår i släktet Paracestrotus och familjen lövflugor. Inga underarter finns listade i Catalogue of Life.